# Łagań
Łagań (ros. Лагань) – miasto w południowej Rosji, na terenie wchodzącej w skład tego państwa Republiki Kałmucji, w południowo-wschodnim skrawku kontynentu europejskiego.
Miejscowość założono w 1870, a prawa miejskie nadano w 1961 r. Liczy ona 14 300 mieszkańców (2002 r.).